# Parque Estadual do Forno Grande
O Parque Estadual do Forno Grande é uma área protegida brasileira, localizada no estado do Espírito Santo. Parte do Sistema Nacional de Unidades de Conservação da Natureza, ele está totalmente inserido dentro do Município de Castelo. 

## Histórico
Em 1960, o Decreto n.º 312, de 31 de outubro, criou a Reserva Florestal do Forno Grande. A Reserva Florestal passou a ser Parque Estadual em 1998, através do Decreto Estadual n.º 7.258, de 11 de setembro, e posteriormente, pelo Decreto Estadual 3385-R, de 20 de setembro de 2013.
Com um área de 913 hectares, o parque fica no município de Castelo, estado do Espírito Santo, região sudeste do Brasil. A vegetação predominante é de floresta ombrófila densa montana e antimontana. Suas coordenadas geográficas são  S 20º 32'29" W41º 07'17".

## Patrimônio local
Localizado no município de Castelo, Espírito Santo. O Pico do Forno Grande, com 2.039 metros de altitude, é a principal atração do parque. 
O parque é administrado pelo Instituto Estadual do Meio Ambiente (IEMA), Espírito Santo.
Possui entre suas atrações o Centro de Visitantes, com uma rica coleção da fauna local, além de auditório para realização de cursos, palestras e atividades educativas para a comunidade do entorno.
O parque possui um sistema de trilhas que possuem atrativos diversificados, onde podemos destacar:
- Trilha da Cachoeira: relevante queda dágua, a menos de 200m do início da trilha.

- Trilha da Santinha: tem como principal atrativo a gruta com uma imagem de Nossa Senhora da Aparecida, colocada pelo guarda ambiental Alair Tedesco, que trabalhou por quase 30 anos na unidade.

- Trilha dos Poços Amarelos: tem como destaque a presença de um conjunto de piscinas naturais de água de cor amarelada devido a presença do ferro. Além disso, é um mirante natural que permite visualizar o entorno do Parque e a famosa Pedra Azul.

- Trilha do Mirante da Pedra Azul: a cerca de 1500m de altitude, é possível avistar o Parque Nacional do Caparaó, a Pedra Azul (Parque Estadual da Pedra Azul), e a Pedra das Flores. A altitude da Pedra das Flores é de 1.909 metros.

- Trilha do Pico do Forno Grande: leva ao pico do forno grande, a 2039m de altitude. Encontra-se interditada, sendo realizado estudo pelo IEMA para sua possível reabertura